# Feuerwehren und Rettungsdienste in der Deutschsprachigen Gemeinschaft in Belgien

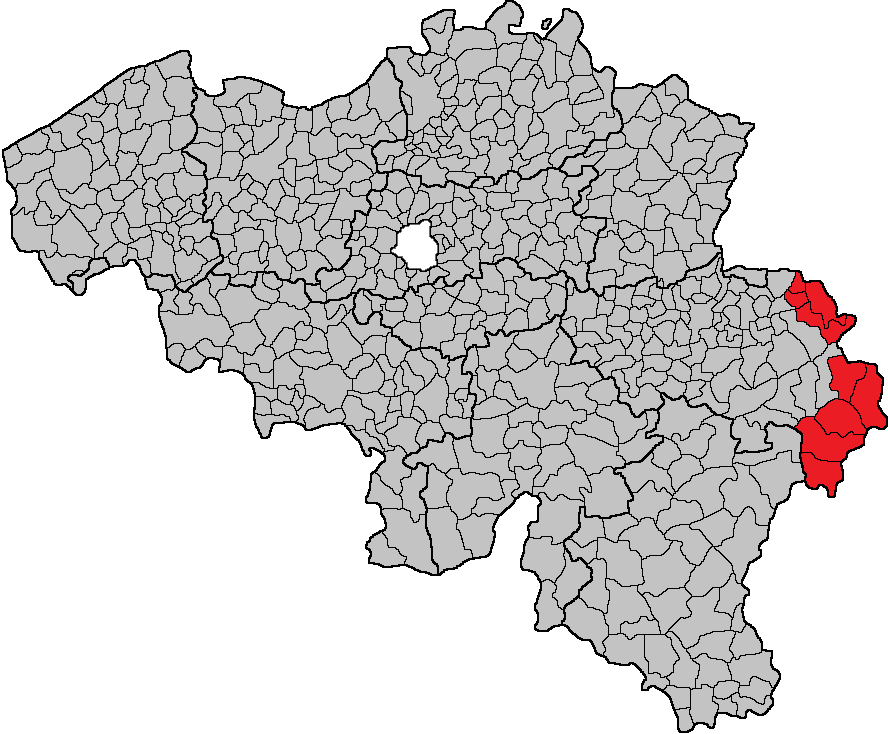
Hilfeleistungszone der Deutschsprachigen Gemeinschaft (DG) in Belgien

Feuerwehren und Rettungsdienste in der Deutschsprachigen Gemeinschaft in  Belgien sind in einer einheitlichen Hilfeleistungszone der Deutschsprachigen Gemeinschaft (DG) zusammengeschlossen. Es ist eine von 34 Hilfeleistungszonen in Belgien.

## Geschichte
Die Städtische Freiwillige Feuerwehr Eupen wurde bereits 1884 gegründet. Eupen war damals Teil des preußischen Regierungsbezirkes Aachen. In den Folgejahren entstanden Freiwillige oder auch Pflichtfeuerwehren in den umliegenden Landgemeinden, die auch nach dem Übergang Eupen-Malmedys nach Belgien im Jahr 1919 weiterbestanden. Seit der Reform der Zivilen Sicherheit in Belgien im Jahr 2015 wurden die Feuerwehren und Rettungsdienste in der Deutschsprachigen Gemeinschaft zu einer gemeinsamen Hilfeleistungszone zusammengeschlossen. Die einzelnen, lokalen Feuerwehren existieren weiter, die Verwaltung wird jedoch über die Hilfeleistungszone DG gewährleistet.